# Kōji Yamamoto (cestista)
Kōji Yamamoto (山本浩二?, Yamamoto Kōji; Happō, 28 luglio 1952 – 29 marzo 2001) è stato un cestista giapponese.

## Carriera
Con il Giappone ha disputato una edizione dei Giochi olimpici (1976).